# Moedas de euro letãs
O Euro (EUR ou €) é a moeda comum para as nações que pertencem à União Europeia e que aderiram à zona Euro. As moedas de euro têm dois lados diferentes: um lado comum, europeu, mostrando o valor da moeda, e um lado nacional, mostrando um desenho escolhido pelo país membro da UE onde a moeda foi cunhada. Cada país membro tem um ou vários desenhos únicos a esse país.
Para visualizar as imagens do lado comum e para ter uma descrição detalhada das moedas, ver moedas de euro.

As moedas de euro letãs têm quatro desenhos diferentes: um para cada série de moedas, sendo que as moedas de 1 e 2 euros não possuem o mesmo desenho. As de 1, 2 e 5 cêntimos retratam o pequeno Brasão de armas da Letônia, as moedas de 10, 20 e 50 cêntimos trazem o grande Brasão de armas da Letônia, a moeda de 1 euro mostra a imagem de uma jovem letã e, por último, as moedas de 1 e 2 euros retratam o Monumento da Liberdade de Riga. Em todos os desenhos estão representadas as doze estrelas da UE, o ano de cunhagem e a palavra letã para Letônia, "Latvija".
| € 0.01                                | € 0.02 | € 0.05             |
| ------------------------------------- | ------ | ------------------ |
|                                       |        |                    |
| O pequeno Brasão de armas da Letônia. |        |                    |
| € 0.10                                | € 0.20 | € 0.50             |
|                                       |        |                    |
| O grande Brasão de armas da Letônia.  |        |                    |
| € 1.00                                | € 2.00 | € 2 (rebordo)      |
|                                       |        | Não se sabe ainda. |
| Uma jovem letã.                       |        |                    |